# Родна неравноправност
Родна неравноправност се односи на неједнак третман или перцепције појединаца на основу њиховог пола. То произилази из разлика у друштвено изграђеним родним улогама, као и биолошки кроз хромозоме, структуру мозга, као и хормонске разлике. Да би се разумела родна неједнакост неопходно је направити разлику између појмова „пол” и „род”. Пол се односи на биолошке разлике између жена и мушкараца. Род се односи на друштвено конструисане улоге, положаје и статусе жена и мушкараца у јавном и приватном животу а из којих проистиче дискриминација на биолошкој припадности одређеном полу. Родна неравноправност је феномен који се појављује и опстаје у друштву независно од степена друштвеног развоја, а начин и израженост условљени су карактеристикама друштвеног контекста. Отуда је друштвена неједнакост женског и мушког становништва разноврсна и вишедимензионална.

## Биолошке/полне разлике
Постоје природне разлике између полова на основу биолошких и анатомских фактора, пре свега постоји разлика репродуктивне улоге. Биолошке разлике између мушкарца и жене су углавном универзалне. Оне укључују, разлике грађе, хромозома, структуру мозга и хормоналне разлике. Такође постоји природна разлика и у релативним физичким снагама код полова.

## Друштвене разлике
Под друштвеним разликама између мушкараца и жена подразумевају се разлике у друштвеним улогама, које у великој мери зависе од културе. То су разлике у приватној и јавној сфери живота.
Сигмунд Фројд је предложио да биологија одређује родни идентитет кроз идентификацију детета било са оцем или мајком. Док се неки научници слажу са Фројдовим идејама, други тврде да развој особе није потпуно одређен биологијом, него су доминантније интеракције које дете(особа)има са примарним неговатељем.

### Разлике у приватном животу

#### Родне улоге
Родне улоге развијају се кроз интернализацију и идентификацију током детињства. Од рођења, родитељи имају различите интеракције са децом у зависности од пола детета и кроз ове интеракције родитељи могу улити различите вредности или особине код своје деце на основу онога што је нормативно за његов пол. Ове интеракције се огледају у примерима одвајања мушко/женских боја, роза за девојчице/плава за дечаке, као и играчака, лутке и кухињски прибор за девојчице/аутомобили, алат за дечаке. Научници су установили да деца већ на основу тога имају увид у разлике. Велики допринос у разликовању родних улога има васпитање и образовање.

#### Разлике у особинама
На основу физичких и психичких обележја као последица одређеног пола, креирају се друштвене улоге које за собом повлаче и стереотипизоване радње и понашања. Неки од родних стереотипа за особине код мушкараца и жена:
| Мушкарци     | Жене           |
| ------------ | -------------- |
| Агресивни    | Нежне          |
| Безосећајни  | Причљиве       |
| Независни    | Благонаклоне   |
| Објективни   | Субјективне    |
| Доминантни   | Поводљиве      |
| Активни      | Пасивне        |
| Хладне главе | Емпатичне      |
| Паметни      | Добре домаћице |
| Поштени      | Верне супруге  |
| Сналажљиви   | Добре куварице |
| Образовани   | Добре мајке    |

#### Родна неравноправност у породици
Културни и традиционални стереотипи о положају полова у породици су такође пример видљиве неравноправности. Мушкарци су се посматрали као паметнији и разумнији од жена које су емотивне, тако да су имали главну реч у породици. Њихова улога као хранитеља породице или радника економски је вреднована. Жене су биле потлачене и њихова главна улога била је одржавање и вођење домаћинства и брига о деци, ове вештине су се вредновале културно, али не и економски. Родна неравноправност у приватној сфери живота је смањивана током година, али за већину односа још увек снага лежи у мушкарцу. Студија погледа културних стереотипа интелигенције код мушкараца и жена показује родне неједнакости у ја(self) презентацији. Ово истраживање је показало да су жене мислиле да кад би откриле своју интелигенцију потенцијалним партнерима то имало негативан исход, док мушкарци много лакше презентују своју интелигенцију потенцијалним партнерима. Такође, жене су свесне негативних реакција људи на IQ, па су ограничавале свој, у потпуности обелодањивањем само неколицини пријатеља. Интелигенција се и даље посматра више као мушка особина, него женска. Анкете сугеришу да мушкарци мисле да жене са високим коефицијентом интелигенције не би имале особине које су пожељне у улози мајке као што су топлина, нежност, осетљивост или доброта. Последица мерења интелигенције доводи до питања који пол је паметнији, способнији што се даље претвара у питање "Ко је задужен за доношење одлука, породичне послове, одгајање деце и ко је првенствено одговоран за економско снабдевање?". Ипак данас су оба пола задужена како за подизање и васпитање деце, тако и за новчани допринос породици. Упркос повећању жена у радној снази од средине 1900-их, традиционалне улоге полова су веома присутне у сваком друштву. Од жена се може очекивати да ставе образовање и професионалне циљеве на чекање како би се посветиле деци, док њихови мужеви раде. Међутим, уколико се жене одлуче да раде од њих се очекује и да испуне виђење родне улоге у одржавању куће и бриге о деци. Упркос чињеници да се у садашњици кућни послови могу поделити равномерније, постоје докази да су жене задржале примарну улогу у кући и поред економских доприноса. Овај доказ сугерише да у просеку жене које раде ван куће имају додатне сате недељно ради кућних послова везаних за бригу о деци, за разлику од мушкараца који просечно проведе 12 минута дневно у бризи о деци. Упркос томе подела кућних послова и бриге о деци постаје све устаљенија, као и равноправност у вези или браку.

### Разлике у јавном животу

#### Стручно образовање
Образовање је било важан чинилац еманципација жена и побољшања њиховог положаја у друштву. Школовање је одавно престало да буде само привилегија мушке популације, па је то област у којој је евидентно смањен родни јаз, али не и елиминисан. Важно је указати на разлике у нивоу и структури образовања између женског и мушког становништва у већини земаља и поред доступности образовања за оба пола још увек се види разлика између женских и мушких образованих смерова као и одабира занимања. Јаз између полова знатно се смањује средином 1960-их. Где су 1965. око 5% студената прве године у професионалним студијама биле су жене, до 1985. тај број је скочио на 40% у праву и медицини, а више од 30% у стоматологији и пословним школама. Овом наглом порасту опредељења жена за образовање и каријеру допринела је могућност контроле над својим репродуктивним одлукама. Док се проценат жена у стручном образовању нагло повећава, број мушкараца остаје приближно исти. И поред стручног усавршавања жена, мушкарци су имали већу могућност одабира занимања и бржи пут напретка у каријери.

#### Родни стереотипи у избору занимања и неједнаке зараде
Поред успеха у образовном постигнућу техничка неприпремљеност жена један је од разлога отежаног приступа квалитетнијим и добро плаћеним занимањима. Када се посматра степен образовања, као најзначајнији фактор вертикалне покретљивости и битна димензија од које зависи положај на тржишту рада, може се оценити да су у степену образовања жене постигле више од мушкараца. Избор занимања често се заснива на наслеђеним стереотипима по којима жене нису у позицији да се баве пословима техничке струке, већ се више него мушкарци усмеравају на друштвене науке.
Жене су најчешће запослене на слабо плаћеним пословима, радним улогама који остављају довољно времена за породицу и подизање деце или се пак ради о пословима који подразумевају стрпљење и пажњу, па су типична занимања учитељице, наставнице или су то послови који се односе на пружање здравствених или социјалних услуга. Мушкарци заузимају више положаје и боље плаћене послове, па су типична занимања адвокати, лидери, менаџери. Подаци показују да су разлике које условљавају неравноправно учешће жена и мушкараца на руководећим функцијама присутне у свим земљама, па чак и у скандинавским, које су у поређењу са другим високоразвијеним земљама познате по својој великодушној политици према заштити жена и универзално организованим услугама породици у оквиру државе благостања као што су Шведска или Финска. Иако је правним оквиром који одређује висину зараде жена и мушкараца предвиђена једнакост у зарадама, као један од најзначајнијих аспеката женске равноправности на тржишту рада, жене су слабије плаћене од мушкараца. Оне углавном раде на пословима за које је предвиђена нижа накнада или се једноставно ради о мање престижним пословима. Жене у Сједињеним Америчким Државама не зарађују исто колико и мушкарци, и према статистичким подацима, разлика у платама је око 25% у корист мушкараца. Разлика у примањима варира од државе до државе, па је тако најмања у Вермонту где на сваки долар који заради мушкарац, жена заради 87 центи, на другом месту је Мериленд са 86 центи, на дну листе је Вајоминг у коме жена заради свега 67 центи у односу на један долар који заради мушкарац, а слична ситуација је и у Луизијани и Јути где жене зарађују по 69 центи на "мушки" долар. Разлика у платама између мушкараца и жена порасла је на 16,4% у 2013. години у еврозони, према подацима које је објавио Европске статистичке службе Еуростат. У Естонији је највећа разлика у платама и достиже 29,9% у 2013. години. Следи Аустрија са 23%, Чешка са 22,1% и Немачка са 21,6%. Најмања разлика је у Словенији 3,2%, на Малти 5,1%, у Пољској 6,4%, Италији 7,3% и у Хрватској 7,4%. Француска је у средини, с разликом од 15,2%.

#### Мушкарци и жене у медијима
Медији су само једно од средстава произвођења, одржавања и репродуковања стереотипа о мушкарцима и женама. Поруке које медији шаљу различите су за жене и за мушкарце и они креирају посебне, препознатљиве, углавном стереотипне слике жена и мушкараца. Жене које виђамо у медијима су углавном младе, атрактивног физичког изгледа (често с врло мало одеће на себи) и чини се да су тамо само у функцији "улепшавања". Мушкарци су приказани као активни, озбиљни и стиче се утисак да се они баве јако важним стварима.
Однос мушкараца и жена који раде у филмској продукцији је 5:1 у корист мушкарца. 30,8% жена дају глас ликовима, међу њима може и не мора бити део од 28,8% жена које су морале да носе провокативну одећу у односу на 7% мушкараца који су то радили, или 26,2% жена које су носиле мало или нимало одеће за разлику од 9,4% мушкараца који су радили исто.
Холивудске глумице су плаћене мање него глумци. На врху листе најплаћенијих глумаца, од 2013. године, је Роберт Дауни Џуниор са 75 милиона долара,Анђелина Џоли на врху листе жена са само 33 милиона долара је најплаћенија глумица., док су Дензел Васхингтон са 33 милиона долара и Лиам Нелсон 32 милиона долара последња два од десет најбоље плаћених глумаца са листе.
Током Оскара 2013, 140 мушкараца је номиновано за награду, а само 35 жена, међутим, ниједна жена није номинована за режију, кинематографију, филмске монтаже, писање (оригинални сценарио)или оригиналну музику те године. Али откад је Академија награда први пут отворена 1929. године, само 7 жена продуцената су освојиле категорију најбоље slike (све жене које су биле копродуценти са мушкарцима), само 8 жена су номиноване за најбољи сценарио и 5 жена номиноване за најбољу режију. Занимљива чињеница је да 77% гласача за Оскара чине мушкарци.